# Stanisław Jaros
Stanisław Jaros (ur. 19 stycznia 1932, zm. 5 stycznia 1963) – polski elektryk, dwukrotny sprawca zamachu bombowego na Władysława Gomułkę i jednej próby zamachu na Nikitę Chruszczowa.
Pierwszego zamachu dokonał 15 lipca 1959 w czasie wizyty delegacji rządowej w sosnowieckim osiedlu Zagórze (w delegacji byli m.in.: Nikita Chruszczow, Władysław Gomułka i I sekretarz KW PZPR w Katowicach Edward Gierek). Materiały wybuchowe wykradł z fabryki kotłów, w której pracował. Bomba umieszczona na drzewie wybuchła, ale nie wyrządziła nikomu krzywdy (był to jego pierwszy zamach na Gomułkę i jednocześnie na Chruszczowa).
Kolejnego zamachu dokonał w Zagórzu 3 grudnia 1961, podczas wizyty Władysława Gomułki. Tym razem bombę odpalono zbyt późno, już po przejeździe konwoju rządowego. W wyniku wybuchu ciężko ranny został mężczyzna, który zmarł w szpitalu. Ranne w zamachu dziecko zostało częściowo sparaliżowane.
Milicja badająca resztki bomby zabezpieczone na miejscu zdarzenia ustaliła, że bombę przygotowała osoba, posiadająca wiedzę z zakresu elektromechaniki, zamieszkała w pobliżu miejsca zdarzenia. W ten sposób wytypowano 50 osób i przeszukano ich mieszkania. W domu Jarosa znaleziono sprzęt i materiały, których użył do przygotowania bomby. Po kilku dniach przesłuchania Jaros przyznał się do winy, twierdząc jednocześnie, że motywem jego zamachów nie było pozbawienie życia przywódców, a jedynie demonstracja polityczna. Na rozprawie sądowej w dniach 9–25 maja 1962 został skazany na śmierć, a 5 stycznia 1963 powieszony.
Jak ustalono, Stanisław Jaros dokonał w latach 1949–1953 kilku mniej spektakularnych sabotaży: wysadził koparkę, skrzynię połączeń semaforowych, słup wysokiego napięcia, transformator w jednej z kopalni, a także należącą do sieci CPN lokalną stację paliw.